# 石牛乡 (乾县)
石牛乡，位于中国陕西省乾县西北部，距县城25公里。
西部与扶风县隔漆水河相望，北部与永寿县毗邻。境内地势北高南低，属于黄土高原与关中平原接壤的过渡地带。境内最高峰石牛山，海拔936米，山顶有金代石刻卧牛像一座，故名。
境内有陕西省著名水库——羊毛湾水库。为乾县、扶风、永寿三县的交汇点，漆水河由此流经，羊毛湾水库即为漆水河拦河修坝形成，水库于1958年动工建设，1970年建成，为关中地区重要的灌溉水源。

## 下辖行政村
经过多次更改，石牛乡现有行政村11个，截止2010年5月各村数据如下：
- 舒蔡家村，位于石牛乡中心地区，乡政府所在地，为原蔡家村、舒家村合并形成，人口881人，203户，耕地面积3651亩。
- 周家河村，位于石牛乡西北部，漆水河畔，人口811人，191户，耕地面积为2160亩。
- 何家塬村，位于石牛乡东北部，辖有何家塬、石牛山、马家槽等小组，人口1665人，393户，耕地面积为8468亩。
- 双尧村，位于石牛乡西南部，辖有马尧（马家窑）、东尧等小组，人口1239人，299户，耕地面积3130亩。
- 羊毛湾村，位于石牛乡北部，原驻地在羊毛湾库区，后整体搬迁至现址，人口426人，110户，耕地面积1298亩。
- 咸上村，位于石牛乡东部，与乾县新阳乡接壤，人口589人，148户，耕地面积为2703亩。
- 五星村，位于石牛乡中部，下辖李家、年家、尖底、桥口、周家5个小组，形如五星，故名。人口962人，225户，耕地面积为3323亩。
- 高杜村，位于石牛乡西北部，人口1623人，408户，耕地面积为4658亩。
- 黑山村，位于石牛乡南部，由原黑山、段家桥两村合并形成，据传该村广种柏树，远看一片青黑，故名。人口1075人，236户，耕地面积为3078亩。
- 殷家村，位于石牛乡西部，人口1019人，243户，耕地面积3333亩。
- 朱山村，位于石牛乡南部，原朱家、山沟两村合并形成，人口1416人，335户，耕地面积4474亩。